# 少林五祖
少林五祖，又稱少林五祖師、洪門五祖，是指傳說五個天地會（洪門）之祖師。按天地會會內傳說《西魯序》，清朝康熙年間，南少林和尚助朝庭征西魯，得勝後被奸臣陷害，又被叛徒馬寧兒出賣，引來火燒少林。和尚中只有五人逃出，是為少林五祖。五祖遇上陳近南及萬雲龍，於七月廿五在高溪紅花亭結義，以洪為姓，反清復明。後來兵敗，萬雲龍死，五祖分開各地發展，留下一首詩作為日後相認暗號：「五人分開一首詩，身上洪英無人知。此事傳與眾兄弟，後來相會團圓時。」
五祖分別是：
- 長房蔡德忠、在福建甘陝，打烏旗，掛鳳凰郡，青蓮堂
- 二房方大洪、在廣東惠州，打紅旗，掛金蘭郡，洪順堂
- 三房馬超興、在廣西雲南，打赤旗，掛蓮漳郡，家后堂
- 四房胡德帝、在湖南湖北，打白旗，掛福浦郡，參泰堂
- 五房李式開、在江南浙江，打緑旗，掛隴西郡，宏化堂